# Baumwipfelpfad Laax

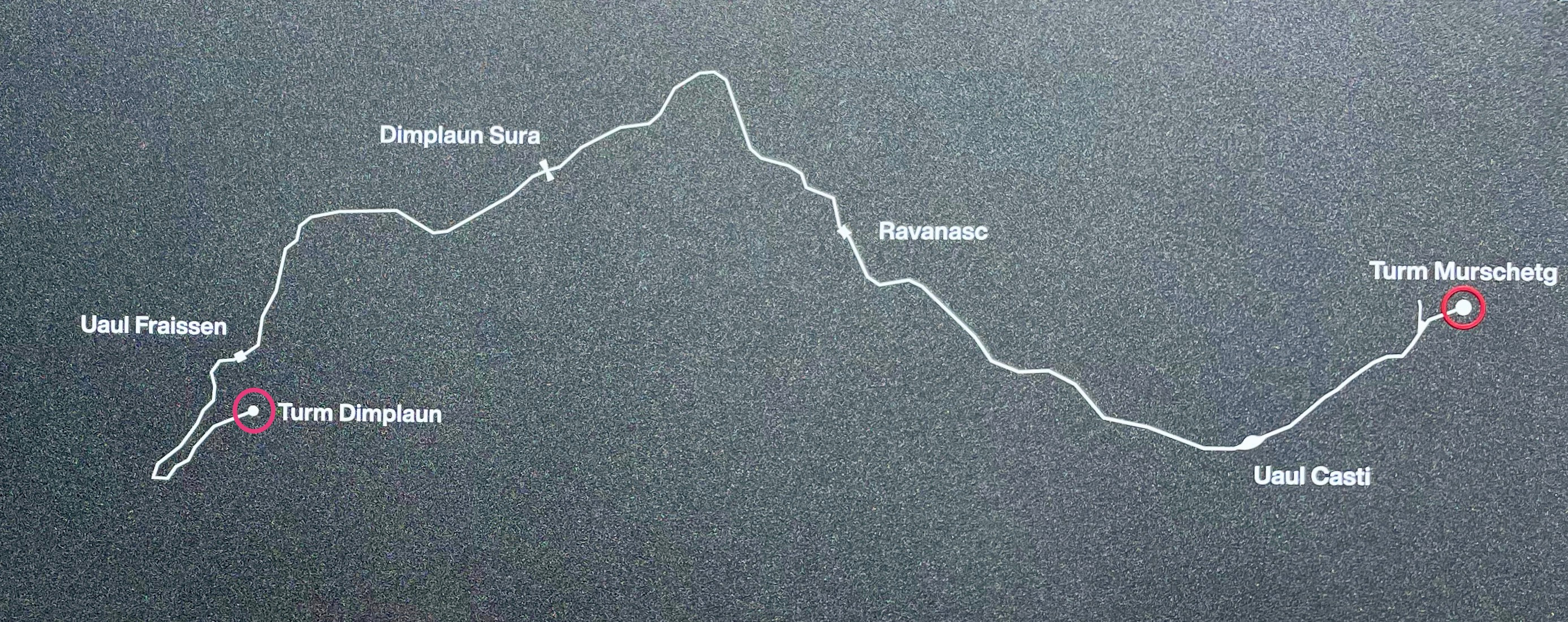
Verlauf

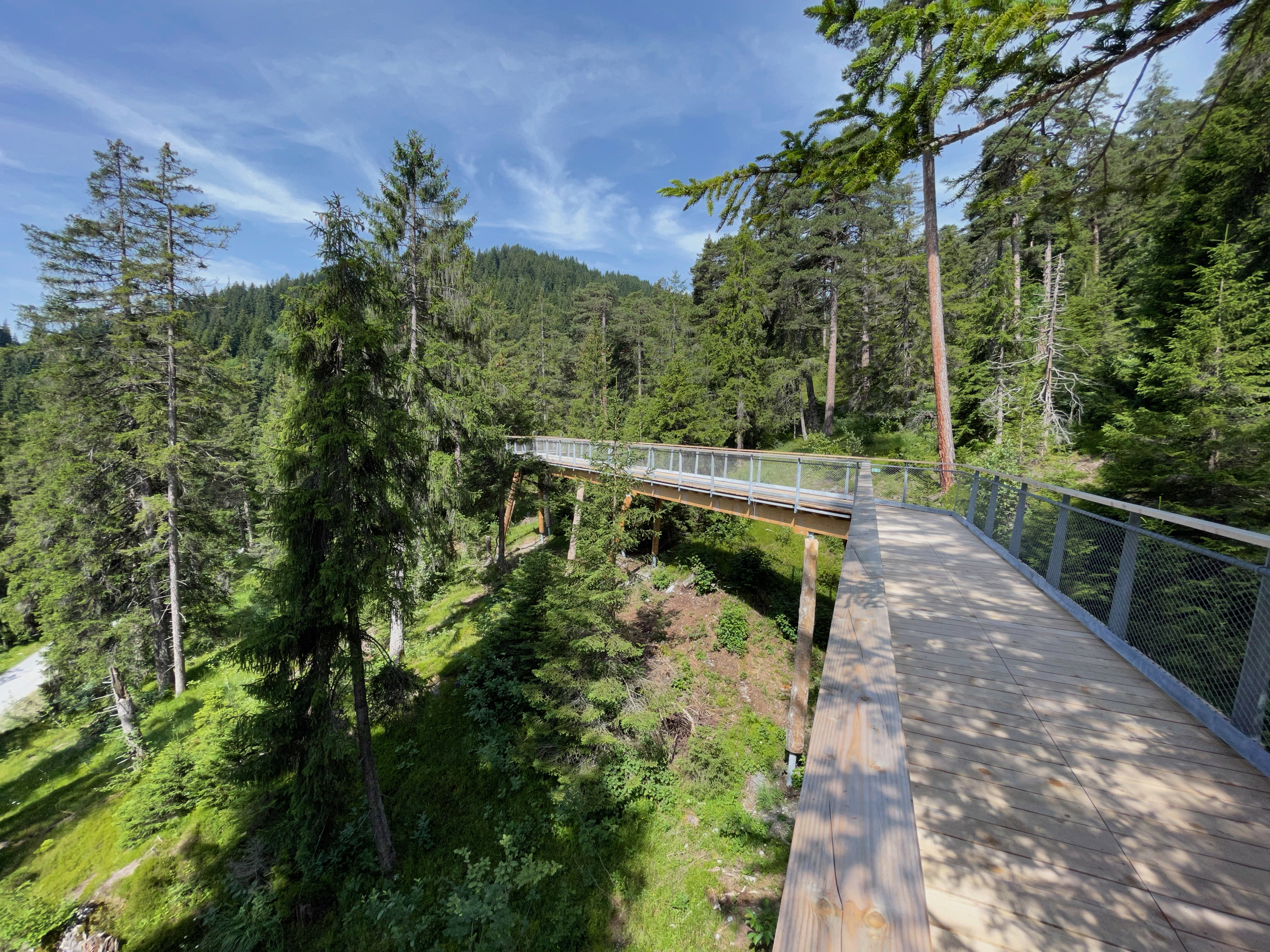
Baumwipfelpfad

Der Baumwipfelpfad Laax verbindet seit 2021 die Ortsteile Laax Murschetg und Laax Dorf im Kanton Graubünden in der Schweiz. Auf Bündnerromanisch wird der Pfad «Senda dil dragun» (Drachenweg) genannt. Er wird beworben als der längste Baumwipfelpfad der Welt.

## Beschreibung
Der Weg ist 1560 Meter lang und führt auf einer Höhe von 2 bis 28 Metern im Zickzack durch den Wald nördlich des Laaxersees; die durchschnittliche Höhe beträgt rund 13 Meter. Anfang- und Endpunkte bilden zwei Türme: Der Turm in Laax-Murschetg ist 37 Meter hoch, derjenige oberhalb des Schulhauses in Laax-Dimplaun 27 Meter. Die Türme und der zwei Meter breite Weg aus rohen Holzplanken sind behindertengerecht gebaut und können auch mit Rollstuhl und Kinderwagen begangen werden. Getragen wird die Brücke von im Boden verschraubten Holzstämmen. Vom Turm in Murschetg führt eine 73 Meter lange Rutschbahn aus Edelstahl zu Boden.

## Informationen
Auf einem der Türme und auf vier Plattformen erhalten die Gäste Informationen zur vom Flimser Bergsturz geformten Landschaft, zu Flora und Fauna, zur Besiedlung der Region und zur Geschichte des Tourismus in Laax.
Ab Herbst 2021 sollen zur Wissensvermittlung Tablets zur Verfügung gestellt werden. Auf den Tablets oder mitgebrachten Geräten gibt es Informationen in Augmented Reality. Ein Erzähler, der vom Bündner Liedermacher Linard Bardill erdachte Schamane Ami Sabi, führt die Kinder durch eine Geschichte und erklärt, warum der Weg «Senda dil Dragun» heisst. Die Kinder können ihm helfen und werden so aktiv Teil der Erzählung. Auch der Schauspieler Andrea Zogg tritt als Erzähler auf.

## Bau
Der Spatenstich erfolgte am 7. Juli 2020 in Laax Murschetg. Gebaut wurde der Pfad mit einheimischem Holz und von Unternehmen aus der Region, nur die zwei Turmlifte und die Rutschbahn am Turm in Murschetg stammen von ausserhalb. Architekten des Bauwerks waren Reto Durisch und Arno Deplazes von Hofmann & Durisch in Flims. Mit im Team waren der Ingenieur Clemens Arpagaus sowie der Projektleiter und Revierförster Maurus Cavigelli aus Sagogn. Die in Trun vorgefertigten Bauteile wurden im Sommer 2020 mit Helikoptern an ihren Bestimmungsort geflogen. Die Gemeinde Laax als Bauherrin investierte 7,5 Millionen in das Projekt. Betrieben wird der Pfad durch die Weisse Arena Gruppe WAP. Der Weg soll jährlich bis zu 130’000 Menschen anlocken und dazu beitragen, dass Laax zur Ganzjahresdestination wird. Er wurde am 11. Juli 2021 eröffnet.

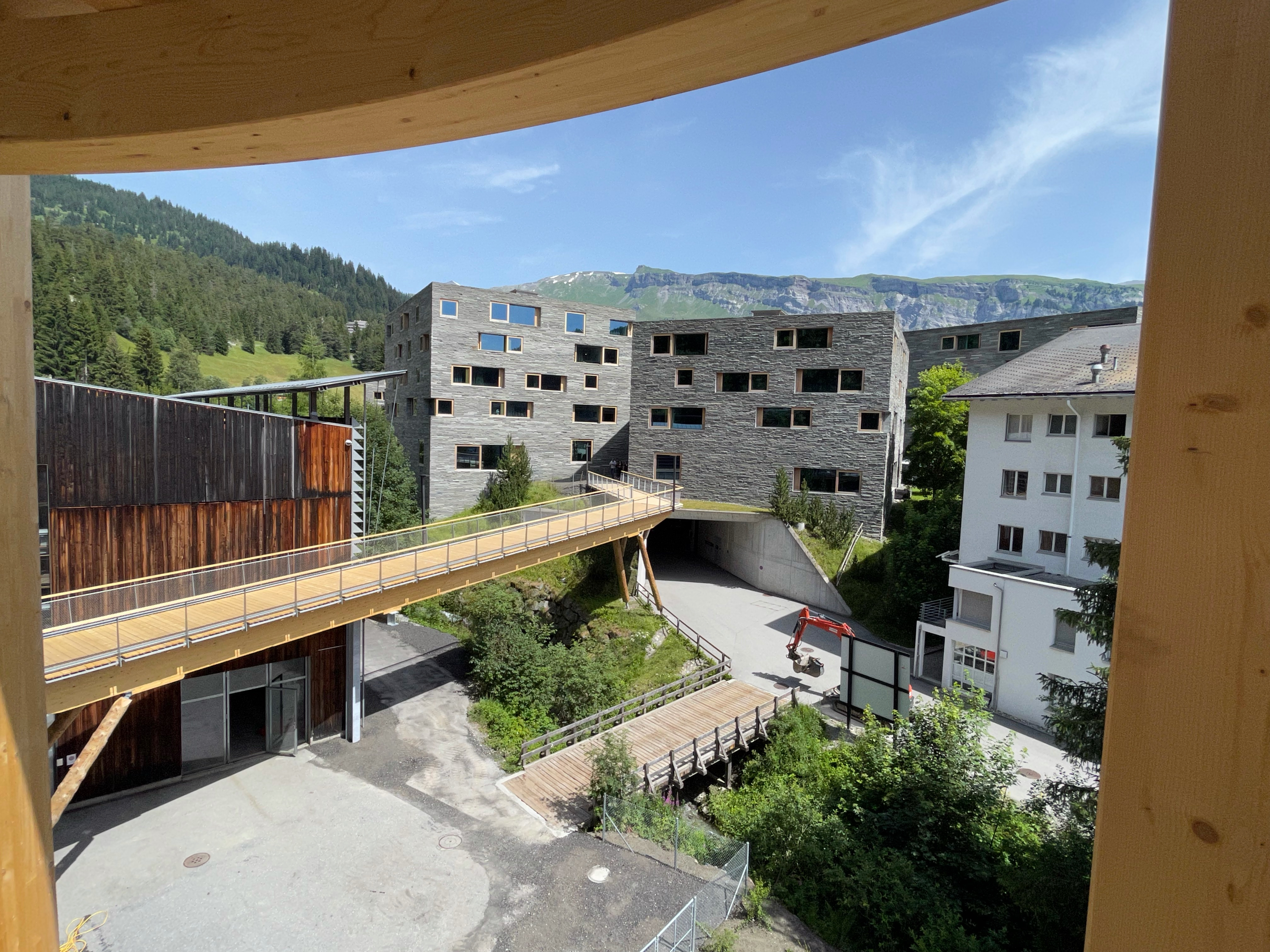
Zugang zum Turm
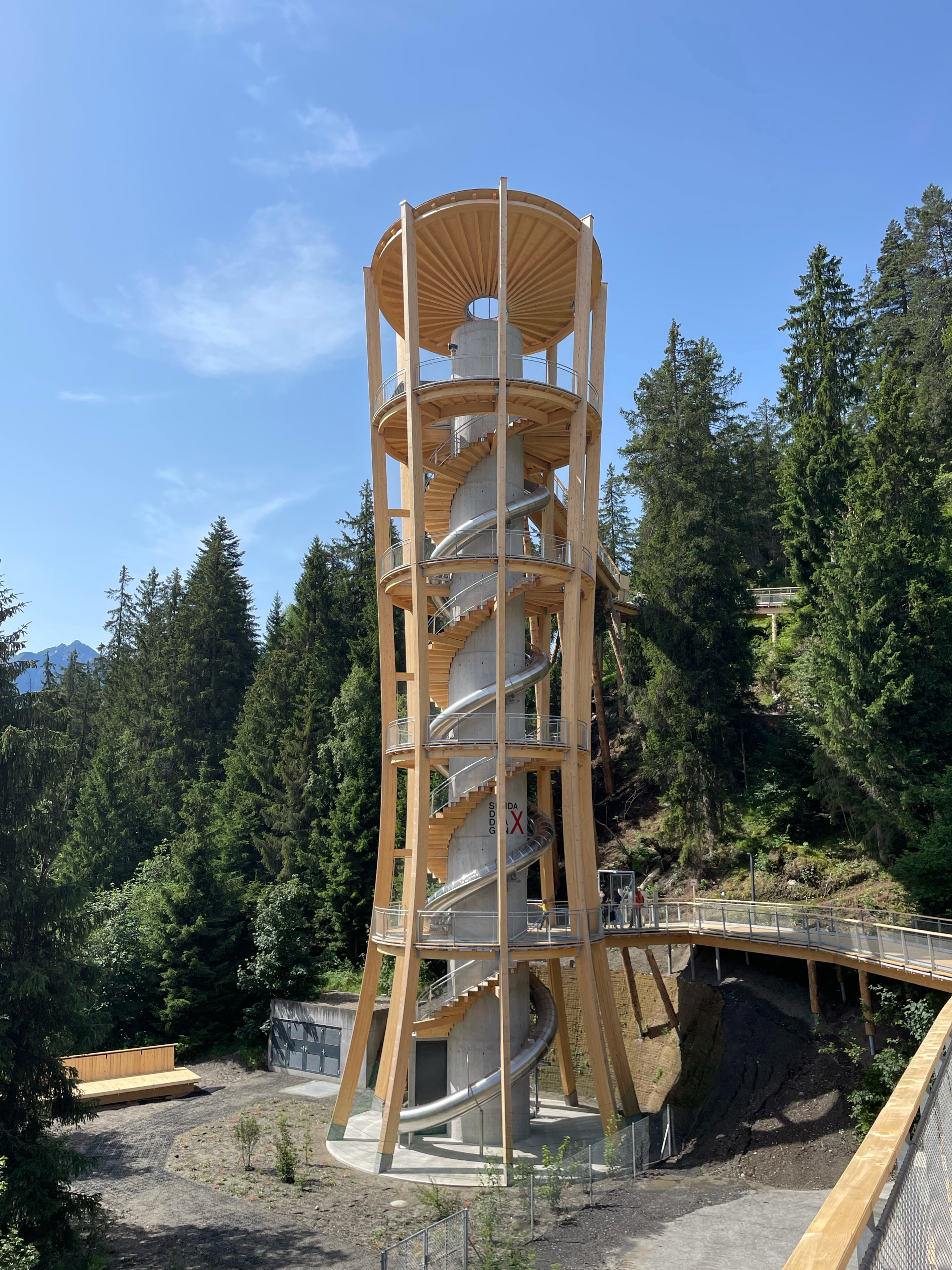
Turm Murschetg
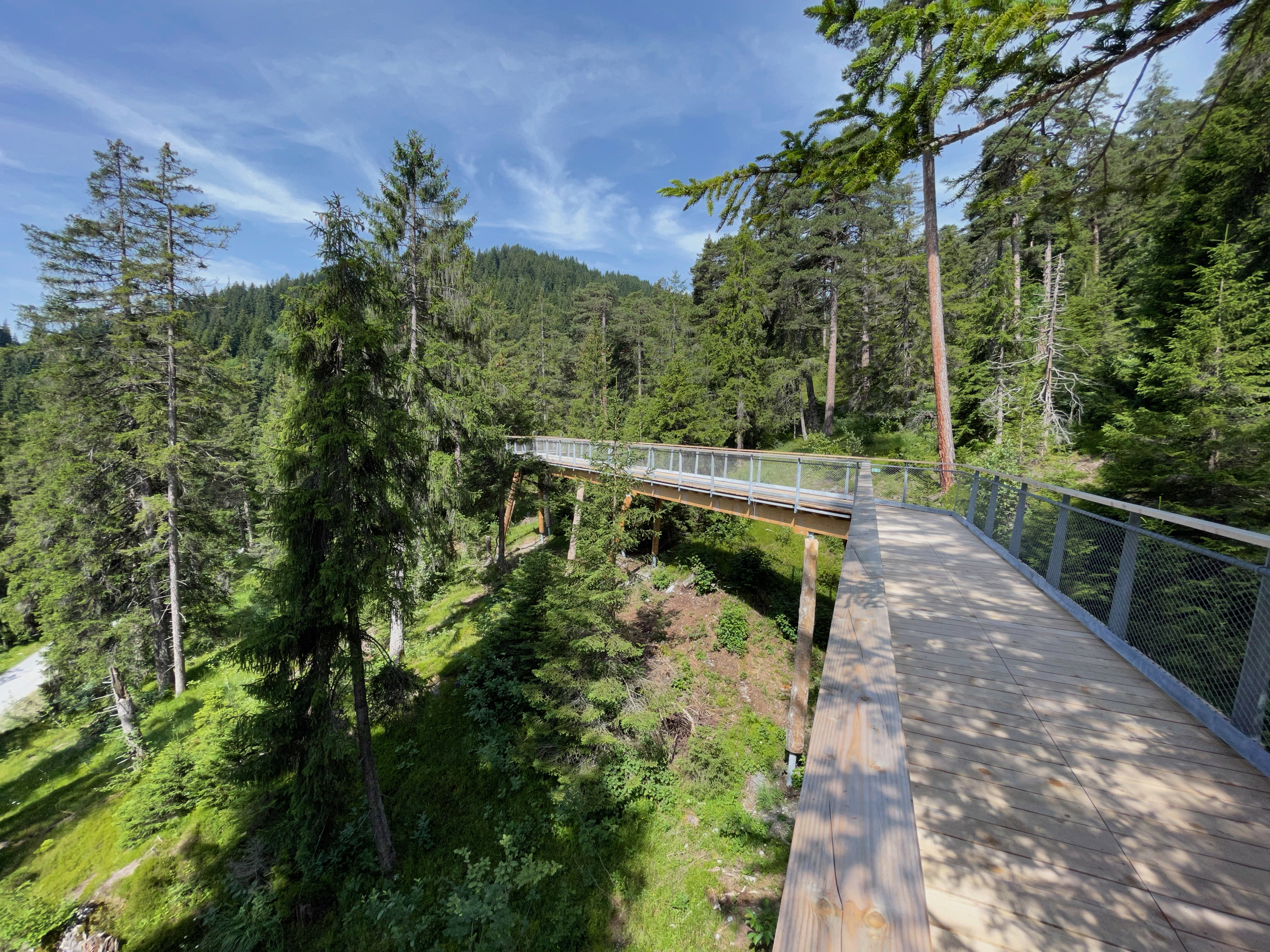
Weg durch den Wald
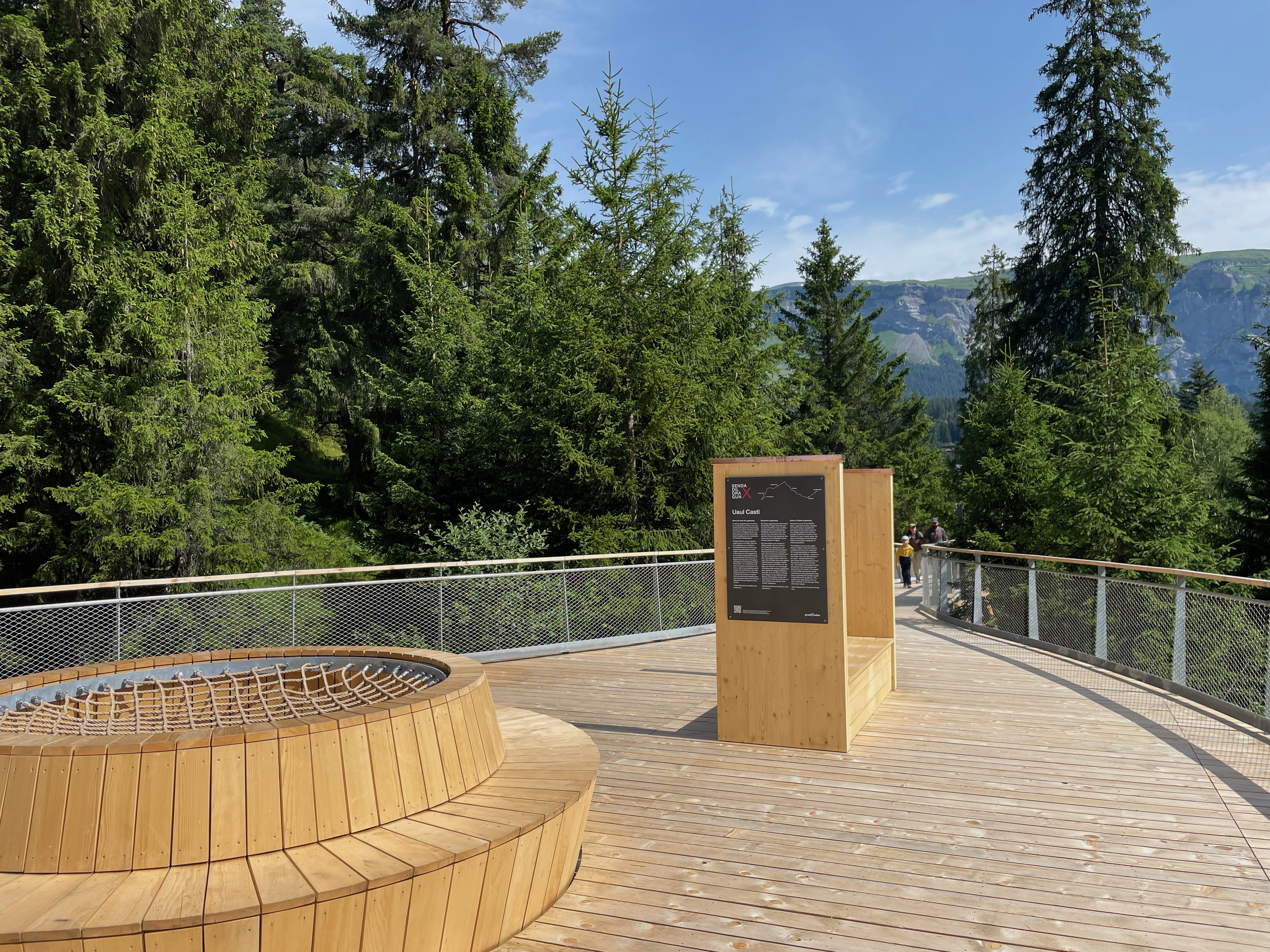
Plattform Ual Casti
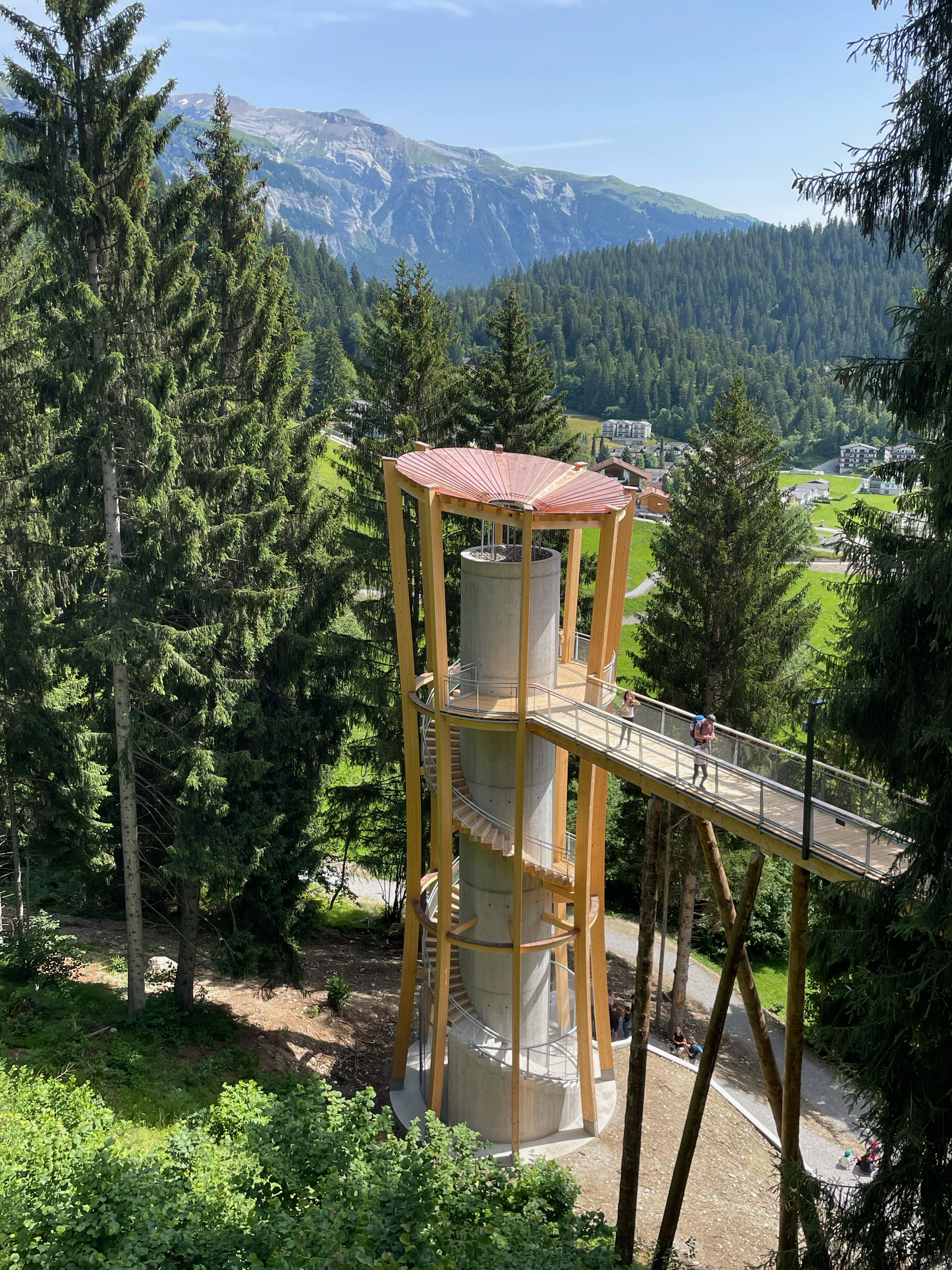
Turm Laax-Dorf

## Wichtigste Regeln
- Das Befahren des Pfades ist aus Sicherheitsgründen nur mit Rollstuhl und Kinderwagen erlaubt.
- Tiere sind auf dem Pfad nicht erlaubt; Blindenhunde ausgenommen.
- Das Picknicken auf dem Pfad ist nicht erlaubt.
- Um 18.00 Uhr wird der Weg geschlossen, um die Tierwelt um den Pfad zu schonen.